# Céline Carzo
Céline Carzo, född 1972 i Nice, är en fransk popsångerska.
Carzo studerade på musikkonservatoriet i Nice då hon utsågs till Luxemburgs representant i Eurovision Song Contest 1990, som hölls i Zagreb. Hon framförde där låten Quand je te rêve (När jag drömmer om dig) och hamnade på en trettondeplats med 38 poäng. Hon spelade även in en engelsk version av låten, med titeln Looking for love.

## Diskografi
- Quand je te rêve (1990, singel)